# Kreplech

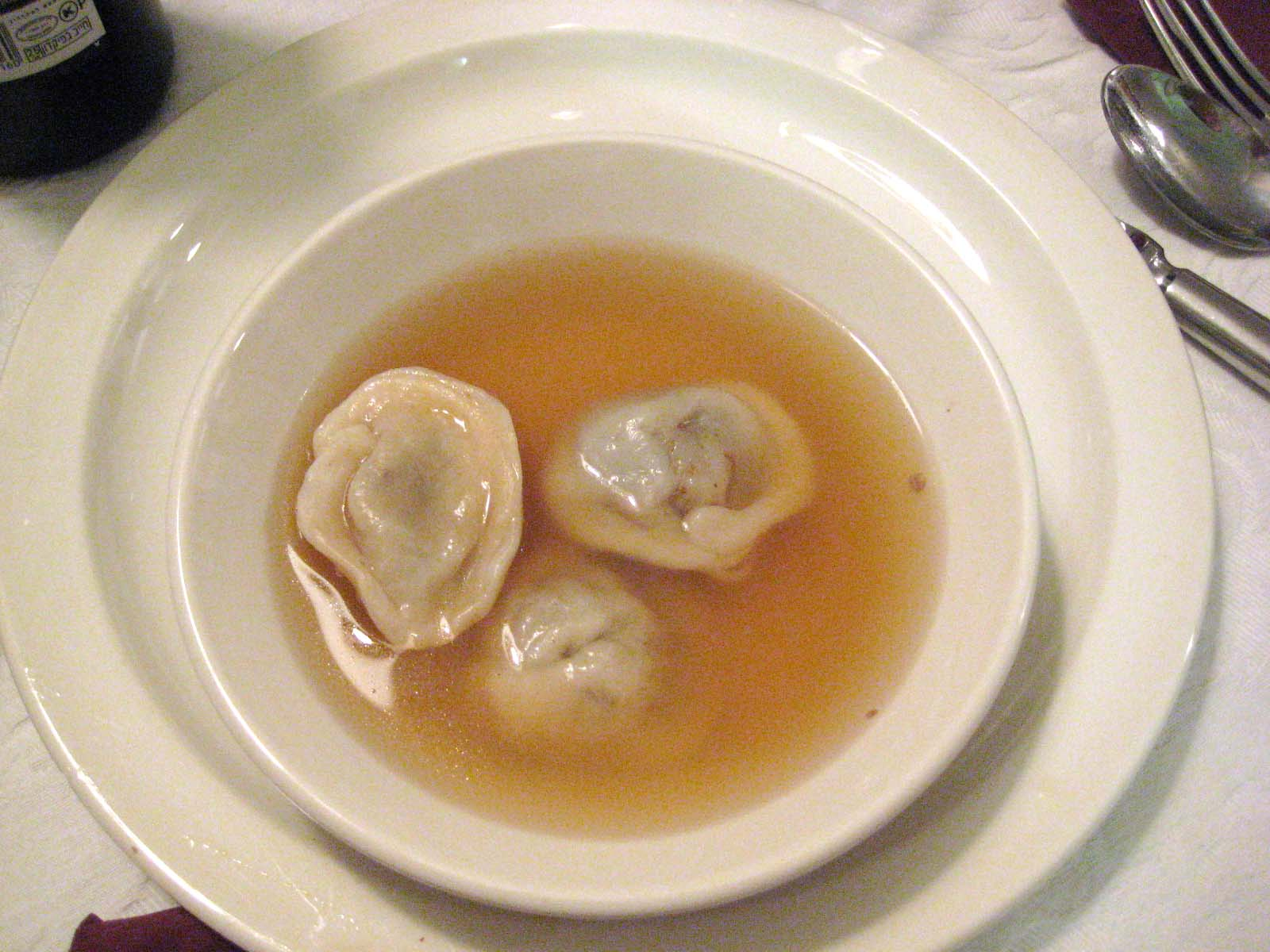
Kleple, żydowski wariant uszek

Kreplech, kreple – rodzaj uszek (pierożków), tradycyjna potrawa lub przystawka żydowska podawana podczas święta Kuczek.
Podstawowe składniki krepli to wątróbka wołowa, cebula, tłuszcz drobiowy, olej, jajka, mąka oraz sól i pieprz do smaku.
Przygotowanie nadzienia rozpoczyna się od upieczenia i przepuszczenia przez maszynkę do mięsa wątróbki z dodatkiem podsmażonej cebuli z pokrojonym na twardo jajkiem i przyprawami. Z jajek, mąki i wody należy zagnieść ciasto i pokroić na 3cm kwadraty. Następnie należy nałożyć łyżeczką farsz na rozwałkowane ciasto i zagnieść brzegi. Pierożki gotujemy w osolonej wodzie po czym podsmażamy na rozgrzanym oleju po obu stronach. 
Kleple podaje się jako gorące przystawki lub dodatek do czystego czerwonego barszczu podczas święta Namiotów.
W podobny sposób przygotowuje się żydowskie kołduny z tym, że nadzieniem pierożków jest zmielone na maszynce mięso baranie doprawione majerankiem i czosnkiem.